# Машина за прање судова
Машина за прање судова је механички уређај за прање посуђа и прибора за јело. Машине за прање судова могу се наћи у ресторанима и у приватним кућама.
За разлику од ручног прања посуђа, које се ослања углавном на физичком рибању да се уклони прљавштина, машина за прање судова механички чисти прскањем топле воде, обично између 55—75 °C (131—167 °F) по судовима, а на нижим температурама прска топлу воду на осетљивим предметима. Пумпа циркулише са мешавином воде и детерџента. Вода се упумпава у једну или више ротирајућих спреј црева, па том мешавином за чишћење прска судове. Када се заврши прање, вода испарава и суши се, још топле воде се упумпава и тада креће испирање. Након што заврши циклус испирања и вода се празни, грејач на дну машине греје ваздух да би се судови осушили. Понекад се испирање користи да не се не би стварале флеке на судовима. 

## Историја
Први извештаји о механичким уређајима за прање судова су један од патената из 1830. године у Сједињеним Државама од стране Џоула Хаугхтона. Овај уређај је направљен од дрвета и савијао се руком док вода прска на судове. Овај уређај био је спор и непоуздан. Други патент је додељен Л. А. Александру 1865. који је сличан првом, али је имао зглобно постоље. Уређај није био нити практичан нити широко прихваћен.
Модерне машине за прање судова потичу из 1887. године проналаском Џозефине Кокрајн која је измислила нову напредну машину за прање судова, такође на ручни погон. Она је представљена на сајму у Чикагу 1893. године. Кокрајн је била веома богата унука Јована Фича, проналазача пароброда. Она никада није прала посуђе, а измислила је машину за прање судова јер су њене послуге ломиле њен порцелан из Кине.
Модели инсталирани са сталним водоводом и цевима стигли су 1920. године. У Енглеској је 1924, Вилијам Хауард Ливенс изумео малу машину за судове погодну за употребу у домаћинству. Имала је многе карактеристике модерне машине за судове, укључујући и улазна врата, сталак за држање посуђа и ротирајуће прскалице. Ливенсов изум, ипак, није имао комерцијални успех. Елементи за електрично сушење су додати 1940. године.
У почетку, сви кућни апарати у кухињи су били самостални или преносиви уређаји са засебним судоперама и бојлерима. Са развојем радних плоча и висећих ормарића, машине за прање судова су еволуирале у уређаје како данас изгледају, са стандардизованим обликом и величином, прво спојени са судопером, а касније се налазе испод радне плоче, као самостални кухињски елементи.
Прихватање је било највеће у комерцијалним окружењима, али од 1970-их машине за прање посуђа заузеле су опште место у домаћим резиденцијама у САД. До 2007, око 62% америчких домова имало је машине за прање судова.

## Карактеризација

### Капацитет
Међународни стандард за капацитет машина за прање судова може да прими стандардни комплет судова. Посуђе или тањири неправилних величина некада не могу правилно да стану у простор за чишћење у машини, тако да је пожељно да се провери компатибилност уређаја пре куповине.

### Величина
Машине за прање судова које се уграђују у стандардне кухињске елементе имају стандардну ширину и дубину од 60 cm (за Европу) или 24 инча (за САД), а већина машина за прање судова мора да буде инсталирана у рупу високу најмање 86 cm (Европа) или 34 in (86 cm) (САД). Померајуће машине за прање судова постоје у 45 и 60 cm (Европа), 18 и 24 in (61 cm) (УС) ширине, са точкићима и пратећим радним елементом. 

### Карактеристике
Савремени апарати имају врата са предње стране која се отварају надоле, падајући, и то омогућава приступ унутрашњости, која обично садржи два или понекад три сталка на извлачење; сталци се понекад називају и "корпе“. 
Сталак за есцајг је такође често саставни део машине за прање судова. Сталак за есцајг је први пут уведен од стране компаније Фишер и Пајкеј 1997. године. То је варијанта у којој су сталци за судове исклизнули на врата на исти начин као и сталак на који се ставља посуђе и са сваким сталком се могло појединачно руковати. 
Унутрашњост машине за прање судова на тржишту Северне Америке је или од нерђајућег челика или пластике. Оне од нерђајућег челика су отпорније на тврду воду, пружају боље пригушење звука и чувају топлоту како би се судови брже осушили. Међутим, углавном имају високу цену. Старији модели су били од челика прелакираног лаком, па су били склони парчању или ерозији. 

Све машине направљене у Европи имају унутрашњост од нерђајућег челика. То је стандард за све, па чак и за јефтиније моделе. Такође, исто важи и за уграђени омекшивач воде.
Северноамеричке машине за прање судова често долазе у проблем са остацима хране који се налазе на судовима. Наиме, пре прања се на судовима налазе разни остаци хране који се касније заглаве у машини. Зато се у машину за судове почела уграђивати посебна посуда која служи као минијатурна канта за смеће. У њој би завршили сви већи комади хране који би отпали са посуђа током прања. Један од светски познатих произвођача који је познат по томе што нема ту посуду за одлагање јесте Бош , немачки бренд. Међутим, компанија Бош није желела то да уграђује због буке коју производи посуда за канту. Уколико се већи остаци прехрамбеног отпада са судова уклоне пре стављања у машину, преиспирање није потребно и нема потребе за интегрисаном посудом за одлагање отпада.
Многе нове машине за прање судова раде помоћу микропроцесора, сензора који помаже да подесите трајање прања на основу количине прљавих судова (мери се према промени температуре воде) или количини прљавштине у води која служи за испирање (мери се хемијски/оптички). Ово може да уштеди воду и енергију, ако корисник води рачуна о томе. У таквим машинама електромеханички ротациони прекидач, који се често користи за контролу прања, замењује се микропроцесором, али већина сензора и вентила још увек морају да буде део машине. 
Међутим, прекидачи притиска (неке машине за прање судова користите прекидач притиска и мерач протока) нису потребни у већини микропроцесорских машина за прање судова јер користе мотор и понекад ротационо позициониран сензор да би се осетио отпор воде. Када се примети да нема кавитације, то је знак да има оптимална количина воде. Биметална склопка или восак мотора отвара врата детерџента за време циклуса прања.
Европске машине за прање судова скоро увек користе две или три пумпе за прскање које се налазе на доњем и задњем зиду машине за прање судова, остављајући оба сталка несметана. Такви модели имају тенденцију да користе угњеждене бојлере, уклањајући потребу за елементе изложене у дну те машине да могу да истопе пластичне предмете близу њих.
Многе северноамеричке машине за прање судова имају тенденцију да користе више основне, и старинске дистрибуције воде и елементе изложене у бази машине за прање судова. Неке северноамеричке машине користе велике купе или сличне структуре, у доњој полици, како би се спречило померање судова у централном делу. Машина за прање судова усмерава воду са дна машине кроз ту структуру на спреј да би прскала водом на горњу полицу. Неке машине за прање судова, укључујући и многе моделе Вирпула  и Киченејда „користе цев која је спојена са горњом полицом која се повезује са извором воде на задњем делу машине и која омогућава пуну употребу доње полице. Каснији модели машине за прање судова марке Фриџидер [http://www.frigidaire.com/”. Спољашња веза у |title= (помоћ) Архивирано на веб-сајту  (28. август 2013) испушта млаз воде са врха у горњи спреј, поново омогућавајући пуну употребу у доњој полици (али захтева да мали левак на горњој полици буде чист).
Неке машине за прање судова укључују функцију заштите за децу како би спречили случајно покретање и заустављање циклуса прања. Блокада понекад може бити укључена како би спречила децу да отварају врата у току прања. Ово спречава незгоде са топлом водом и јаке детерџенте који се користе током циклуса прања, а који могу да повреде дете.
Машина за прање судова никад не треба да се празни пре него контролни систем означи да је комплетан процес завршен јер тако често може да се деси да судови остану неопрани. То је уобичајена заблуда да се празни машина за прање судова пре краја циклуса јер се тако омогућава уштеда енергије, јер многи од садржаја треба да се поново покрену, па тако скоро удвостручују текуће трошкове.

### Водоводне инсталације
У зависности од модела, неке машине за прање судова могу да се повежу са водоводним цевима, било са топлом или хладном водом, узимајући у обзир максималну температуру долазне воде коју препоручује произвођач, где се топла вода користи. Неке машине за прање судова могу да потроше много мање времена у фази прања уколико је долазна вода топла, што може угрозити чишћење, тако да резултати могу да варирају.

### Звучна пригушења
Модерне машине за прање судова су тише од старијих модела. Коришћењем плоча и материјала који апсорбују звук у различитим конфигурацијама може да се оствари пригушивање звука до 39 децибела. Највећи произвођачи углавном користе сопствени номенклатуру са жигом за звук пригушења.

## Испирање
Испирање служи да би се спречило формирање капљица на посуђу. Предности су зато што спречава да остану "мрље" на стаклу (узроковане капљицама воде које могу да остану сушењем и остављајући за собом каменац растворених минерала), а такође могу да побољшају сушење јер мање воде остаје да се суши.

## Со за машину за прање судова
У неким земљама, посебно у Европи, машине за прање судова укључују уграђени омекшивач воде који уклања јоне калцијума и магнезијума из воде. Кухињска со може да садржи додатне количине јода у облику јодида или натријум калијум јодида, али додавање кухињске соли у јединицу за омекшавање машине за прање судова могу је оштетити.
Ако машина за прање судова има уграђени омекшивач воде онда ће постојати посебан одељак у машини у који се со додаје када је за то потребно. Овај простор за со је одвојен од одељка за детерџент, а обично се налази на дну машине (испод доње полице). На већини машина за прање судова, систем за аутоматско очитавање обавештава корисника када је потребно додати још соли. 
Сипање детерџента у одељак за со ће оштетити систем за омекшавање воде, међутим, то може да се преокрене уколико корисник делује веома брзо и уклони се страна супстанца нпр. детерџент, затим додавањем воде и поново уклањањем воде са мокрим и сувим вакуумом и понављајући процес неколико пута.
Неке новије машине за прање судова омогућавају коришћење "све у једном" таблетама/детерџената (који укључује количину средства за омекшавање воде, заједно са детерџентом и испирајућим својствима) и продаје се као алтернатива уместо коришћења посебно соли и средства за испирање, али со за машину за судове се мора додати у одељак за со уколико је вода тврда. Употреба таквих "све у једном" детерџената не значи да је непотребно додавање посебно соли и средства за испирање јер изостављање соли и средства за испирање ће умањити резултате чишћења и сушења и може изазвати оштећење каменца. Такође, неправилна употреба "свих у једном" таблета/детерџената не улази у гаранцију за машине за прање судова. 
Додавање соли заједно са детерџентом не омекшава воду као што то чини машина за прање судова са јонском изменом омекшавања воде, а вода ће добити додатну могућност да распусти тешке јоне воде. 

## Артикли који нису подесни за прање судова
Олово кристала не би требало прати у машини за судове зато што корозивно дејство детерџента за прање судова је високо на таквим врстама стакла. Неке ствари се могу оштетити ако се перу у машини за прање судова, због ефеката хемикалија и топле воде. Алуминијумско посуђе ће изгубити боју. Произвођачи тигања често препоручују ручно прање због оштрих ефеката хемикалија на превлаке тигања. Вредне ствари - попут антике и ручно осликаних ставки би требало ручно опрати јер се могу оштетити и детерџенти ће постепено оштетити слику и штампу на посуђу. Сребро и калај ће оксидирати и променити боју од топлоте. Осим тога, калај има ниску тачку топљења и може да се деформише у неким машинама за прање судова. Ливено гвожђе ће вероватно да зарђа у машини за прање судова.
Посуђе запрљано воском, пепелом цигарета или било чега што може контаминирати остатак прања (као што су отрови или минерална уља) треба опрати ручно. Објекти који су контаминирани могу да експлодирају у машини за прање судова. Посуђе које је лепљено, као што су неки држачи за есцајг или дрвене даске за резање, могу да се истопе или омекшају ако се ставе у машину за прање судова, посебно на топлом прању када температура може да достигне 75 °C (167 °F) ; ове високе температуре такође могу да оштете пластичне ставке на којима је означено да треба прати ручно, може доћи до тога да се пластичне ствари изобличе или да се истопе ако се налазе у доњој полици изложене преблизу грејача. Због тога већина машина за судове препоручује да се пластични предмети стављају на горњу полицу (новије машине за прање судова имају скривени грејни елемент од доње полице у потпуности). 
Машине за прање судова треба да се користе за прање нормалних ствари за домаћинство, као што су тањири, есцајг, чаше, шоље, посуђе итд. Ставке као што су четкица, алати, филтри пећи итд не би требало да се ставља у машину за прање судова јер ће то изазвати загађење наредним прањима и може довести до оштећења уређаја.

## Сушење
Топлота у машини суши садржај након коначног врућег испирања, оно додаје малу количину средства за испирање на топлу воду, јер то значајно побољшава сушење. Пластичне ствари не могу правилно да се осуше у односу на порцелан и стакло јер задржавају боље топлоту. Неке машине за прање судова имају и вентилатор за побољшано сушење. Старије машине за прање судова са видљивим грејачем (налази се на дну, испод доње корпе) могу да користе грејач за побољшано сушење, међутим, то користи више енергије.
Већина машина за прање судова има сензор за сушење и као такав, циклус прања се увек сматра завршеним када се прикаже индикатор сушења, који је најчешће у виду осветљене лампице, или у модерним моделима на када се прикаже на дигиталном дисплеју или се чује јасан звук, у зависности од оператера.
Владине агенције често препоручују сушење посуђе ваздухом тако што ће се или искључити или стопирати циклус сушења за уштеду енергије.

## Ниво санирања
Већина потрошача користи машине за прање судова на 75 °C у процесу санирања. Током завршног циклуса испирања, грејач и прање пумпе су укључени, а тајмер (електронски или електромеханички) је заустављен на неко време. Тада, тајмер наставља и потом поново покреће циклус за испуштање.
Већина потрошача машине за прање судова користити на 75 °C пре него на 83 °C из разлога спречавања настајања ризика опекотина, велике потрошње енергије и воде, укупног времена циклуса прања и због могућег оштећења пластичних предмета постављених у машини. 

## Комерцијалне машине за прање судова
Велике тешке машине за прање судова су доступне за употребу у комерцијалним објектима (нпр. хотели, ресторани), где је потребно опрати велики број судова.
За разлику од стамбених машина за прање судова, комерцијалне машине не користе циклус сушења и тај начин су знатно брже од стамбених машина. Прање се врши са 65-71 °C температуре и санитарне мере се постижу употребом појачивача грејача. Ова разлика обележава машине или као на „високим" или "ниским температурама“.
Неке комерцијалне машине за прање судова раде слично као комерцијално прање аутомобила, са системом котура који вуче сталак кроз малу комору. Захтева од корисника да гурне судове у сталак, затвори врата, покрене циклус, а затим отвори врата, да повуче очишћен сталак. 
У Великој Британији, постоје стандарди за машине за прање посуђа. У САД, независна непрофитна организација поставља стандарде за време прања и испирања заједно са минималном температуром воде за хемијске или топле методе санирања воде.
Комерцијални машине за прање судова често имају знатно другачији водовод од кућних јединица, у које често постоји посебна прскалица за прање и испирање/санирање. Вода за прање се загрева елементом резервоара и меша са раствором за чишћење, а користи се више пута. Обично постоји велика цедиљка која служи да прикупи остатке хране, а цедиљка може да се испразни тек на крају дневне кухињске операције.
Вода која се користи за испирање и санирање се обично испоручује директно кроз водовод, а не за вишекратну употребу. 
Додатни сапун се периодично додаје у главни резервоар воде за прање како би се одржала ефикасност прања воде за чишћење.

## Утицај на животну средину
Утицај машине за прање судова је учинило чишћење и сушење судова много лакше и ефикасније. У Европској унији, потрошња енергије машине за прање судова за стандардну кућну употребу се приказује са енергетском ознаком Европске уније. У САД, потрошња енергије машине за прање судова је дефинисана коришћењем енергетског фактора.

## Поређење са ручним прањем
Поређење ефикасности аутоматских машина за прање судова и ручног прања посуђа је тешко јер се технике ручног прања судова драстично разликују од појединца до појединца. Према студији из 2003, ручно прање и сушење одређене количине судова еквивалентно са пуним оптерећењем аутоматске машине за прање посуђа може да користи између 20 и 300 литара воде и између 0,1 и 8 kWh енергије, док су бројке за енергетски-ефикасне аутоматске машине за прање судова од 15 до 22 литара, а 1 до 2 kWh. 
Студија закључује да у потпуности напуњена машина за прање судова троши мање енергије, воде и детерџента од просечног ручног прања Европљанина. За резултате аутоматског прања судова, судови нису испирани пре него што су убачени у машину. Студија се не бави трошковима везаним за производњу и рециклажу машине за прање судова, трошкове евентуалног убрзаног трошења судова због хемијским јачине детерџента за прање судова, да је ручним прањем потребно између 65 и 106 минута. 
Неколико ставки су критичне у овој студији. На пример, киловат часова електричне енергије је поређено против енергије која се користи за загревање топле воде, без узимања у обзир могуће неефикасности. Такође, поређени су људи са оптималним коришћењем потпуно опремљене машине за прање без претходног ручног испирања која може да потроши и до 100 литара воде.

## Средства за чишћење и помагала за испирање
Већина детерџента за машине за судове садржи сложене фосфате јер имају неколико својстава који помажу у ефикасном чишћењу. Међутим, исте хемикалије су уклоњене из детерџената за веш у многим земљама као резултат забринутости због повећања цветање алги у водотоцима изазваних повећањем нивоа фосфата. 
Поред тога, помагала за испирање садрже нонилфенол који је забрањен у Европској унији ЕУ Директивом 76/769/ЕЕЦ.

## Алтернативне употребе машине као уређај за кување
Многи сајтови са рецептима су објавили да машина за прање судова може да се користи за кување одређених намирница, посебно лососа. При томе је веома важно да се све намирнице у потпуности затворе да би се избегло загађивање детерџентом или помагалима за испирање и да је узета у обзир и максимална температура доступана у машини за прање судова (јер неке намирнице не би требало да буду спремане испод одређене температуре, из разлога безбедности хране).